# Đàn hương hình
Đàn hương hình (檀香刑, nghĩa là "hình phạt bằng cọc gỗ đàn hương") là một tiểu thuyết nổi tiếng của nhà văn Mạc Ngôn. Ông viết tác phẩm này vào mùa thu năm 1996 và hoàn thành năm 2001. Toàn bộ câu truyện bao gồm 3 phần, 18 chương và mỗi chương đều dùng phương thức nhân vật tự thuật, một cách viết khá tiêu biểu của Mạc Ngôn cũng như một số nhà văn Trung Quốc khác. Việc cấu tứ, sáng tác tiểu thuyết này bắt nguồn từ âm thanh, một chất liệu mà Mạc Ngôn hay vận dụng nó trong các tác phẩm của ông. Cụ thể trong tác phẩm này thì đó là hí kịch Miêu Xoang, một loại nhạc dân gian rất thịnh hành ở vùng Đông Bắc Cao Mật. Tiểu thuyết là một sự tổng hợp về những sự kiện cách mạng, tội phạm, luyến ái... Đàn hương hình cho người đọc biết được cả lịch sử của các hình thức tra tấn tử hình ở Trung Quốc, về lịch sử của hý kịch Miêu Xoang.

## Nhân vật chính
- Tôn Mi Nương: một phụ nữ đẹp nổi tiếng, tràn đầy sức sống ở vùng Đông Bắc Cao Mật. Cô có đặc điểm là có đôi bàn chân to hơn các phụ nữ khác vì không được bó chân. Cô có cửa hàng bán thịt chó cho nên còn được biết đến với cái tên "Tây Thi Thịt Cầy".
- Tiền Đinh: quan tri huyện vùng Cao Mật
- Triệu Giáp: cha chồng của Mi Nương, là tay đao phủ hạng nhất của Bộ Hình ở kinh thành dưới triều Đại Thanh. Số đầu người lão đã chặt còn nhiều hơn số dưa hấu của vùng Cao Mật mỗi năm.
- Tôn Bính: cha đẻ của Mi Nương, một nghệ nhân hát Miêu Xoang. Là một nhân vật có thật trong lịch sử, người đã cùng nghĩa quân phá tuyến dường sắt của người Đức chạy qua Cao Mật.
- Tiểu Giáp: Chồng Mi Nương, anh chàng hơi ngốc, tính tình trẻ con.
- Viên Thế Khải: Tuần phủ tỉnh Sơn Đông, đây một nhân vật có thật, người trực tiếp chỉ đạo Triệu Giáp thi hành án với Tôn Bính.

## Tóm tắt nội dung
Tôn Bính, cha đẻ Mi Nương, trong một lần để bảo vệ cho vợ thoát khỏi cảnh đang bị lính Đức hãm hiếp, ông đã giết tên lính Đức đó và bị quan huyện Tiền Đinh cho quân truy bắt. Việc giết lính Tây là việc hệ trọng và Tuần phủ đại nhân Viên Thế Khải muốn có một bản án trừng trị đích đáng để làm gương răn đe cho những ai có ý định tạo phản. Việc xét xử này đã được giao cho Triệu Giáp và Tiểu Giáp trực tiếp thực hiện dưới sự giám sát của quan huyện Tiền Đinh. Ý tưởng do Triệu Giáp đưa ra dựa trên một hình phạt mà Ung Chính đã dùng để xử tội một người dám phóng uế gần Hoàng lăng, đó là đàn hương hình. Hình thức xử là dùng một cái cọc bằng gỗ đàn hương đâm từ hậu môn lên gáy và sau đó người bị xử sẽ bị trói vào gốc cây để cho chết dần. Viên Thế Khải muốn Tôn Bính phải sống được đủ 5 ngày sau khi chịu hình phạt trên để đợi đến ngày làm lễ thông xe đoạn đường sắt. Triệu Giáp đã phải suy nghĩ về các biện pháp sao cho đạt được các yêu cầu trên của Tuần phủ đại nhân. Ông yêu cầu Đàn hương hình phải là một đài cao 2 trượng, cần 2 thanh gỗ đàn hương loại tốt nhất vót thành hai cái cọc nhọn hình thanh kiếm, mười sợi thừng bằng da trâu, một con gà trống trắng, gạo tẻ một trăm cân, bột trắng một trăm cân, trứng gà một trăm quả, thịt lợn hai mươi cân, thịt trâu hai mươi cân, nhân sâm hạng I nửa cân, củi đun ba trăm cân...
Tiểu Giáp là một anh chàng ngây ngây ngô ngô, chuyên làm nghề giết chó, mổ lợn. Trong khi đó, Mi Nương là một phụ nữ đẹp được so sánh ngang với Tây Thi, tháo vát và có tay nghề chế biến món thịt chó rất tài ba. Hàng quán của cô lúc nào cũng đông khách ra vào dập dìu. Mặc dù Tiểu Giáp đối xử với cô rất tốt nhưng Mi Nương vẫn không thể vui vẻ vì người chồng không biết cách làm cho cô có thể có con. Trong một lần tình cờ gặp quan lớn Tiền, cô đã bị hút hồn bởi người này và ngược lại, Mi Nương từ khi đó cũng đã là một hình ảnh đẹp trong lòng Tiền Đinh. Sau này, hai người đã đi lại với nhau cực kỳ mật thiết và Mi Nương đã có thai với quan huyện.
Khi đó, người Đức đang tiến hành xây dựng đoạn đường sắt đi qua vùng Cao Mật. Bọn họ đến đây gây nhiều phiền nhiễu cho nhân dân Trung Quốc và đã gây nên nhiều hận thù trong lòng người dân. Sự bất bình chất chứa bấy lâu lên cao khi mọi người nghe tin người Đức hạ nhục phụ nữ. Tôn Bính đã gây họa lớn khi giết tên lính Đức để bảo vệ vợ con mình. Nhưng năm ngày sau, chính mắt ông nhìn thấy bọn chúng giết vợ con ông cùng hai mươi bảy người dân làng mà không thể làm được gì. Sau đó, Tôn Bính cùng người của Nghĩa Hòa Đoàn lãnh đạo nhân dân trấn Mã Tang tấn công bọn kỹ sư Đức đang xây dựng đường sắt, họ bắt được năm con tin và giam trong trấn. Đến khi người Đức cùng quân đội của Viên Thế Khải bắt đầu mở đợt tấn công để giải cứu con tin, Tôn Bính vẫn cùng người dân chiến đấu đến cùng và hạ được nhiều lính. Sợ Tôn Bính không thể chống đỡ nổi với một đội quân chính quy và hiện đại hơn nhiều lần, có thể khiến trấn Mã Tang bị tàn sát hết, quan lớn Tiền đích thân vào trấn chiêu hồi Tôn Bính với hy vọng người Đức sẽ tha cho người dân. Đến khi dẫn được Tôn Bính ra, lính Đức bắn pháo phá hủy trấn Mã Tang.
Mi Nương đến xin quan huyện Tiền Đinh đừng truy sát cha cô nhưng quan huyện không thể làm khác được. Ông cũng rất nể Tôn Bính, một anh hùng của nhân dân Cao Mật khi đó. Mi Nương cũng xin cả Triệu Giáp, cha chồng cô, là đừng xử Tôn Bính nhưng luật pháp nghiêm minh nên Triệu Giáp không dám chối từ lệnh của Viên Thế Khải, nếu tha cho Tôn Bính thì sẽ bị giết cả chín họ. Ông đã tìm cách sao cho Tôn Bính chết một cách anh hùng và vẫn oai phong.
Đến trước hôm mở pháp trường thì lại có chuyện xảy ra, Mi Nương cùng với 5 người ăn mày đã chịu ơn Tôn Bính mưu toan đánh tráo tử tù. Việc tưởng như sắp thành công thì Tôn Bính thật tỉnh dậy la hét khiến quan quân nhanh chóng bắt được toàn bộ nhóm ăn mày, riêng Mi Nương được phu nhân quan huyện che chở nên chạy thoát. Mặc dù kế hoạch bại lộ nhưng người tự xưng là Tôn Bính (giả) luôn tìm cách giả điệu bộ của Tôn Bính thật hòng nhận hình phạt cao nhất về mình. Nhìn từ xa thì không thể phân biệt được đâu là Tôn Bính thật và đâu là Tôn Bính giả. Tuy nhiên, đến giờ thi hành án thì Triệu Giáp, vì là sui gia với Tôn Bính nên có thể nhận ra được ông một cách chính xác. Tôn Bính vui vẻ nhận bản án còn Triệu Giáp thì cùng Tiểu Giáp thực hiện chính xác từng bước bản án. Cọc gỗ đàn hương bắt đầu đi sâu vào người Tôn Bính...